# نریمان کند (گدابیگ)
نریمان‌کند (به ترکی آذربایجانی: Nərimankənd) یک منطقه مسکونی در جمهوری آذربایجان است که در شهرستان گدابیگ واقع شده‌است. نریمان کند ۹۲۴ نفر جمعیت دارد. در دوره اتحاد جماهیر شوروی، این روستا به افتخار گریگوری ارژنیکیدزه نامگذاری شد و پس از آن در ۱ سپتامبر ۲۰۰۴ به نریمان‌کند تغییر نام داد.